# Torsten Lieberknecht
Torsten Lieberknecht (Bad Dürkheim, Alemania Occidental, 1 de agosto de 1973) es un exjugador y entrenador de fútbol alemán. Actualmente dirige al 1. FC Kaiserslautern de la 2. Bundesliga.

## Carrera como jugador
Lieberknecht comenzó su carrera en el 1. FC Kaiserslautern, donde hizo su debut en la Bundesliga el 26 de agosto de 1992 en un partido contra el SG Wattenscheid 09. Dejó Kaiserslautern después de la temporada 1993-94 para unirse al SV Waldhof Mannheim y jugó un total de diez temporadas en la 2. Bundesliga para Mannheim, 1. FSV Mainz 05 y Eintracht Braunschweig antes de retirarse como jugador en 2007.
Lieberknecht también representó a Alemania nueve veces en el nivel Sub-21 y formó parte del equipo alemán para el Copa Mundial de Fútbol Sub-20 de 1993 en Australia.

## Carrera como entrenador
Después de retirarse como jugador, Lieberknecht se convirtió en entrenador de juveniles en su último club, el Eintracht Braunschweig. Al final de la temporada 2007-08 de la Regionalliga, el club corría un grave peligro de perder la categoría, lo que habría significado el primer descenso de Braunschweig al cuarto nivel del sistema de ligas de fútbol de Alemania. Cuando Benno Möhlmann renunció en mayo de 2008, Lieberknecht fue nombrado su sucesor. Con él, el club no solo aseguró la clasificación a la 3. Liga en la última jornada de la temporada, sino que desde entonces comenzó un ascenso constante en la escala del fútbol alemán. En la temporada 2010-11, lograron el ascenso a la 2. Bundesliga y rápidamente se establecieron en ese nivel. Después de haber terminado la temporada anterior cómodamente en la mitad de la tabla, el club tuvo aún más éxito durante la temporada 2012-13 y al final ganó el ascenso a la Bundesliga. Esto marcó el regreso del Eintracht Braunschweig a la máxima categoría de Alemania después de una ausencia de 28 años. Lieberknecht fue ampliamente reconocido en los medios tanto en Alemania como en el extranjero como una de las figuras clave en el resurgimiento del club después de años en el segundo y tercer nivel. Después de diez años, su etapa en Braunschweig terminó en 2018.
El 1 de octubre de 2018, Lieberknecht fue presentado como el nuevo entrenador del MSV Duisburgo, último clasificado en la 2. Bundesliga. Al final de la temporada descendió a la tercera división con el equipo. En la temporada 2019-20 finalizó quinto con el MSV en la tabla final y quedó a dos puntos de los puestos de ascenso y por un punto el descenso. Después de un mal comienzo de la temporada 2020-21, donde el equipo sumó solo ocho puntos después de ocho encuentros y, por lo tanto, estaba en zona de descenso, fue despedido tras una derrota por 3-1 en casa ante el Viktoria Colonia en noviembre de 2020.
El 8 de junio de 2021, Lieberknecht fue fichado por el SV Darmstadt 98 como nuevo entrenador y firmó un contrato hasta junio del 2025. En la penúltima jornada de la temporada 2022-23, su equipo consiguió el ascenso a la Bundesliga.Luego de perder la categoría en la campaña siguiente, dejó su cargo en septiembre de 2024 después de una serie de malos resultados.
En abril de 2025, asumió al frente del 1. FC Kaiserslautern.

## Clubes

### Como jugador
| Club                   | País     | Año       |
| ---------------------- | -------- | --------- |
| 1. FC Kaiserslautern   | Alemania | 1992-1994 |
| Waldhof Mannheim       | Alemania | 1994-1995 |
| 1. FSV Mainz 05        | Alemania | 1995-2002 |
| F. C. Saarbrücken      | Alemania | 2002-2003 |
| Eintracht Braunschweig | Alemania | 2003-2007 |

### Como entrenador
| Club                   | País     | Año           |
| ---------------------- | -------- | ------------- |
| Eintracht Braunschweig | Alemania | 2008-2018     |
| MSV Duisburgo          | Alemania | 2018-2020     |
| SV Darmstadt 98        | Alemania | 2021-2024     |
| 1. FC Kaiserslautern   | Alemania | 2025-presente |